# Ray Leatherwood
Ray Leatherwood (* 24. April 1914 in Itasca, Texas; † 29. Januar 1996 in Camarillo, Kalifornien) war ein US-amerikanischer Jazz- und Studiomusiker (Kontrabass, auch Tuba).
Ray Leatherwood spielte zu Beginn seiner Karriere in Territory Bands im Raum Texas, wie in der Mustang Band. Ende der 1930er-Jahre spielte er bei Joe Venuti, dann im Orchester von Bob Chester, mit dem 1939 erste Aufnahmen entstanden. Als Solist ist er in 57th Street Drag zu hören. Ab 1947 arbeitete er in Los Angeles bei Les Brown, ab 1950 bei Jack Teagarden, ansonsten als Studiomusiker u. a. mit Doris Day, Rosemary Clooney, Sonny James, Paul Nero, Ginger Smock, Matt Dennis, Bob Crosby, Marvin Ash, Art Mooney, Ray Bauduc, Billy May und Muggsy Spanier. 1955/56 begleitete er mit Barney Kessel die Sängerin Julie London bei den Aufnahmen zu ihrem Album Julie is Her Name, bei der auch ihre Version des Songs Cry Me a River entstand.
Ende der 1960er-Jahre trat er Blue Angel Jazz Club u. a. mit Dick Cary, Johnny Guarnieri, Abe Most, Matty Matlock,  Peanuts Hucko und Red Norvo auf. In den 1970er- und 80er-Jahren spielte er noch mit Eddie Miller, Pee Wee Erwin, Pete Fountain, Maxim Saury und Heinie Beau. Im Bereich des Jazz war er zwischen 1939 und 1986 an 137 Aufnahmesessions beteiligt.